# Gouvernement Bettel II
Grand-duché de Luxembourg
Bettel I Frieden
Le gouvernement Bettel II (en luxembourgeois : Regierung Bettel II) est le gouvernement du grand-duché de Luxembourg du 5 décembre 2018 au 17 novembre 2023, sous la 34e législature de la Chambre des députés.
Selon sa composition, il peut faire référence au :
- gouvernement Bettel-Schneider-Braz du 5 décembre 2018 au 11 octobre 2019 ;
- gouvernement Bettel-Schneider-Bausch du 11 octobre 2019 au 4 février 2020 ;
- gouvernement Bettel-Kersch-Bausch du 4 février 2020 au 5 janvier 2022 ;
- gouvernement Bettel-Lenert-Bausch du 5 janvier 2022 au 17 novembre 2023.

Il est dirigé par le libéral Xavier Bettel, à nouveau vainqueur des élections législatives et constitué d'une coalition entre le Parti démocratique, le Parti ouvrier socialiste luxembourgeois et le parti Les Verts. Il succède au gouvernement Bettel-Schneider.

## Historique du mandat
Le Premier ministre libéral Xavier Bettel dirige à nouveau ce gouvernement reconduit et soutenu par une coalition centriste dite « gambienne » — les couleurs des partis politiques membres de la coalition rappellent celles du drapeau de la République de Gambie —, entre le Parti ouvrier socialiste luxembourgeois (LSAP), le Parti démocratique (DP) et Les Verts (Gréng). Ensemble, ils disposent de 31 députés sur 60, soit 51,6 % des sièges de la Chambre des députés.
Il est formé à la suite des élections législatives du 14 octobre 2018. Il succède donc au gouvernement Bettel-Schneider.
Le Premier ministre et son gouvernement prennent officiellement leurs fonctions le 5 décembre. Le socialiste Etienne Schneider est complété dans ses fonctions de vice-Premier ministre par l'écologiste Félix Braz.
Le 22 août 2019, Félix Braz est victime d’une attaque cardiaque en Belgique durant ses vacances. De fait, il reste toujours hospitalisé en soins intensifs et ne peut exercer ses fonctions de ministre. Lors du conseil de gouvernement de rentrée qui a lieu le 6 septembre, le Premier ministre, Xavier Bettel informe, en concertation avec le parti Les Verts, que le Grand-Duc a signé un arrêté grand-ducal attribuant temporairement le ministère de la Justice à la Ministre, Sam Tanson,,. Le parti vote également la nomination d'Henri Kox pour reprendre le portefeuille du Logement libéré par la ministre. Le nouveau gouvernement présenté par le Premier ministre est validé par le Grand-duc le 11 octobre.
Le 4 février 2020, Franz Fayot fait son entrée au gouvernement en tant que ministre de la Coopération et de l'Action humanitaire et ministre de l'Économie en raison de la démission d'Etienne Schneider. Dan Kersch est nommé Vice-Premier ministre en gardant ses portefeuilles ministériels. Quant à Paulette Lenert, elle est nommée ministre de la Santé et ministre déléguée à la Sécurité sociale, en gardant son portefeuille de ministre de la Protection des consommateurs,. En juillet 2020, Henri Kox voit ses compétences ministérielles évoluer. Il est ainsi nommé ministre chargé de la Sécurité intérieure et n'est plus sous la tutelle de François Bausch à la suite d'une décision prise en Conseil de gouvernement. En revanche, François Bausch conserve les portefeuilles de la Défense, de la Mobilité et des Travaux publics,. 

## Composition

### Initiale (5 décembre 2018)
| Portefeuille | Titulaire | Titulaire                        | Parti |
| --- | --------- | -------------------------------- | ----- |
| Premier ministre Ministre d'État Ministre des Communications et des Médias Ministre des Cultes Ministre de la Digitalisation Ministre de la Réforme administrative |           | Xavier Bettel                    | DP    |
| Vice-Premier ministre Ministre de l'Économie Ministre de la Santé                                                                                                  |           | Etienne Schneider                | LSAP  |
| Vice-Premier ministre Ministre de la Justice |           | Félix Braz (jusqu'au 06/09/2019) | Gréng |
| Ministre des Affaires étrangères et européennes Ministre de l'Immigration et de l'Asile                                                                            |           | Jean Asselborn                   | LSAP  |
| Ministre de l'Agriculture, de la Viticulture et du Développement rural Ministre de la Sécurité sociale                                                             |           | Romain Schneider                 | LSAP  |
| Ministre de la Défense Ministre de la Mobilité et des Travaux publics Ministre de la Sécurité intérieure                                                           |           | François Bausch                  | Gréng |
| Ministre des Finances |           | Pierre Gramegna                  | DP    |
| Ministre des Sports Ministre du Travail, de l'Emploi et de l'Économie sociale et solidaire                                                                         |           | Dan Kersch                       | LSAP  |
| Ministre de l'Éducation nationale, de l'Enfance et de la Jeunesse Ministre de l'Enseignement supérieur et de la Recherche                                          |           | Claude Meisch                    | DP    |
| Ministre de la Famille et de l'Intégration Ministre à la Grande Région                                                                                             |           | Corinne Cahen                    | DP    |
| Ministre de l'Environnement, du Climat et du Développement durable                                                                                                 |           | Carole Dieschbourg               | Gréng |
| Ministre de la Fonction publique Ministre aux Relations avec le Parlement Ministre délégué à la Digitalisation Ministre délégué à la Réforme administrative        |           | Marc Hansen                      | DP    |
| Ministre de l'Aménagement du territoire Ministre de l'Énergie |           | Claude Turmes                    | Gréng |
| Ministre de la Coopération et de l'Action humanitaire Ministre de la Protection des consommateurs                                                                  |           | Paulette Lenert                  | LSAP  |
| Ministre de la Culture Ministre du Logement Ministre de la Justice (à partir du 06/09/2019)                                                                        |           | Sam Tanson                       | Gréng |
| Ministre de l'Égalité entre les femmes et les hommes Ministre de l'Intérieur                                                                                       |           | Taina Bofferding                 | LSAP  |
| Ministre des Classes moyennes Ministre du Tourisme |           | Lex Delles                       | DP    |

### Remaniement du 11 octobre 2019
- Les nouveaux ministres sont indiqués en gras, ceux ayant changé d'attributions en italique.

| Portefeuille | Titulaire | Titulaire          | Parti |
| --- | --------- | ------------------ | ----- |
| Premier ministre Ministre d'État Ministre des Communications et des Médias Ministre des Cultes Ministre de la Digitalisation Ministre de la Réforme administrative |           | Xavier Bettel      | DP    |
| Vice-Premier ministre Ministre de l'Économie Ministre de la Santé                                                                                                  |           | Etienne Schneider  | LSAP  |
| Vice-Premier ministre Ministre de la Défense Ministre de la Mobilité et des Travaux publics Ministre de la Sécurité intérieure                                     |           | François Bausch    | Gréng |
| Ministre des Affaires étrangères et européennes Ministre de l'Immigration et de l'Asile                                                                            |           | Jean Asselborn     | LSAP  |
| Ministre de l'Agriculture, de la Viticulture et du Développement rural Ministre de la Sécurité sociale                                                             |           | Romain Schneider   | LSAP  |
| Ministre de la Justice Ministre de la Culture |           | Sam Tanson         | Gréng |
| Ministre des Finances |           | Pierre Gramegna    | DP    |
| Ministre des Sports Ministre du Travail, de l'Emploi et de l’Économie sociale et solidaire                                                                         |           | Dan Kersch         | LSAP  |
| Ministre de l'Éducation nationale, de l'Enfance et de la Jeunesse Ministre de l'Enseignement supérieur et de la Recherche                                          |           | Claude Meisch      | DP    |
| Ministre de la Famille et de l'Intégration Ministre à la Grande Région                                                                                             |           | Corinne Cahen      | DP    |
| Ministre de l'Environnement, du Climat et du Développement durable                                                                                                 |           | Carole Dieschbourg | Gréng |
| Ministre de la Fonction publique Ministre aux Relations avec le Parlement Ministre délégué à la Digitalisation Ministre délégué à la Réforme administrative        |           | Marc Hansen        | DP    |
| Ministre de l'Aménagement du territoire Ministre de l'Énergie |           | Claude Turmes      | Gréng |
| Ministre de la Coopération et de l'Action humanitaire Ministre de la Protection des consommateurs                                                                  |           | Paulette Lenert    | LSAP  |
| Ministre de l'Égalité entre les femmes et les hommes Ministre de l'Intérieur                                                                                       |           | Taina Bofferding   | LSAP  |
| Ministre des Classes moyennes Ministre du Tourisme |           | Lex Delles         | DP    |
| Ministre du Logement Ministre délégué à la Sécurité intérieure Ministre délégué à la Défense                                                                       |           | Henri Kox          | Gréng |

### Remaniement du 4 février 2020
- Les nouveaux ministres sont indiqués en gras, ceux ayant changé d'attributions en italique.

| Portefeuille | Titulaire | Titulaire          | Parti |
| --- | --------- | ------------------ | ----- |
| Premier ministre Ministre d'État Ministre des Communications et des Médias Ministre des Cultes Ministre de la Digitalisation Ministre de la Réforme administrative |           | Xavier Bettel      | DP    |
| Vice-Premier ministre Ministre des Sports Ministre du Travail, de l'Emploi et de l’Économie sociale et solidaire                                                   |           | Dan Kersch         | LSAP  |
| Vice-Premier ministre Ministre de la Défense Ministre de la Mobilité et des Travaux publics Ministre de la Sécurité intérieure                                     |           | François Bausch    | Gréng |
| Ministre des Affaires étrangères et européennes Ministre de l'Immigration et de l'Asile                                                                            |           | Jean Asselborn     | LSAP  |
| Ministre de l'Agriculture, de la Viticulture et du Développement rural Ministre de la Sécurité sociale                                                             |           | Romain Schneider   | LSAP  |
| Ministre de la Justice Ministre de la Culture |           | Sam Tanson         | Gréng |
| Ministre des Finances |           | Pierre Gramegna    | DP    |
| Ministre de l'Éducation nationale, de l'Enfance et de la Jeunesse Ministre de l'Enseignement supérieur et de la Recherche                                          |           | Claude Meisch      | DP    |
| Ministre de la Famille et de l'Intégration Ministre à la Grande Région                                                                                             |           | Corinne Cahen      | DP    |
| Ministre de l'Environnement, du Climat et du Développement durable                                                                                                 |           | Carole Dieschbourg | Gréng |
| Ministre de la Fonction publique Ministre aux Relations avec le Parlement Ministre délégué à la Digitalisation Ministre délégué à la Réforme administrative        |           | Marc Hansen        | DP    |
| Ministre de l'Aménagement du territoire Ministre de l'Énergie |           | Claude Turmes      | Gréng |
| Ministre de la Protection des consommateurs Ministre de la Santé Ministre déléguée à la Sécurité sociale                                                           |           | Paulette Lenert    | LSAP  |
| Ministre de l'Égalité entre les femmes et les hommes Ministre de l'Intérieur                                                                                       |           | Taina Bofferding   | LSAP  |
| Ministre des Classes moyennes Ministre du Tourisme |           | Lex Delles         | DP    |
| Ministre du Logement Ministre délégué à la Sécurité intérieure Ministre délégué à la Défense                                                                       |           | Henri Kox          | Gréng |
| Ministre de la Coopération et de l'Action humanitaire Ministre de l'Économie                                                                                       |           | Franz Fayot        | LSAP  |

### Remaniement du 5 janvier 2022
- Les nouveaux ministres sont indiqués en gras, ceux ayant changé d'attributions en italique.

| Portefeuille | Titulaire | Titulaire                                                                                            | Parti |
| --- | --------- | --- | ----- |
| Premier ministre Ministre d'État Ministre des Communications et des Médias Ministre des Cultes Ministre de la Digitalisation Ministre de la Réforme administrative |           | Xavier Bettel                                                                                        | DP    |
| Vice-Premier ministre Ministre de la Protection des consommateurs Ministre de la Santé Ministre déléguée à la Sécurité sociale                                     |           | Paulette Lenert                                                                                      | LSAP  |
| Vice-Premier ministre Ministre de la Défense Ministre de la Mobilité et des Travaux publics                                                                        |           | François Bausch                                                                                      | Gréng |
| Ministre des Affaires étrangères et européennes Ministre de l'Immigration et de l'Asile                                                                            |           | Jean Asselborn                                                                                       | LSAP  |
| Ministre de l'Agriculture, de la Viticulture et du Développement rural Ministre de la Sécurité sociale                                                             |           | Claude Haagen                                                                                        | LSAP  |
| Ministre de la Justice Ministre de la Culture |           | Sam Tanson                                                                                           | Gréng |
| Ministre des Finances |           | Yuriko Backes                                                                                        | DP    |
| Ministre des Sports Ministre du Travail, de l'Emploi et de l’Économie sociale et solidaire                                                                         |           | Georges Engel                                                                                        | LSAP  |
| Ministre de l'Éducation nationale, de l'Enfance et de la Jeunesse Ministre de l'Enseignement supérieur et de la Recherche                                          |           | Claude Meisch                                                                                        | DP    |
| Ministre de la Famille et de l'Intégration Ministre à la Grande Région                                                                                             |           | Corinne Cahen (jusqu'au 15/06/2023) Max Hahn                                                         | DP    |
| Ministre de l'Environnement, du Climat et du Développement durable                                                                                                 |           | Carole Dieschbourg (jusqu'au 22/04/2022) Claude Turmes a.i. Joëlle Welfring (à partir du 02/05/2022) | Gréng |
| Ministre de la Fonction publique Ministre aux Relations avec le Parlement Ministre délégué à la Digitalisation Ministre délégué à la Réforme administrative        |           | Marc Hansen                                                                                          | DP    |
| Ministre de l'Aménagement du territoire Ministre de l'Énergie |           | Claude Turmes                                                                                        | Gréng |
| Ministre de l'Égalité entre les femmes et les hommes Ministre de l'Intérieur                                                                                       |           | Taina Bofferding                                                                                     | LSAP  |
| Ministre des Classes moyennes Ministre du Tourisme |           | Lex Delles                                                                                           | DP    |
| Ministre du Logement Ministre de la Sécurité intérieure |           | Henri Kox                                                                                            | Gréng |
| Ministre de la Coopération et de l'Action humanitaire Ministre de l'Économie                                                                                       |           | Franz Fayot                                                                                          | LSAP  |